# Kleine Dornschrecke

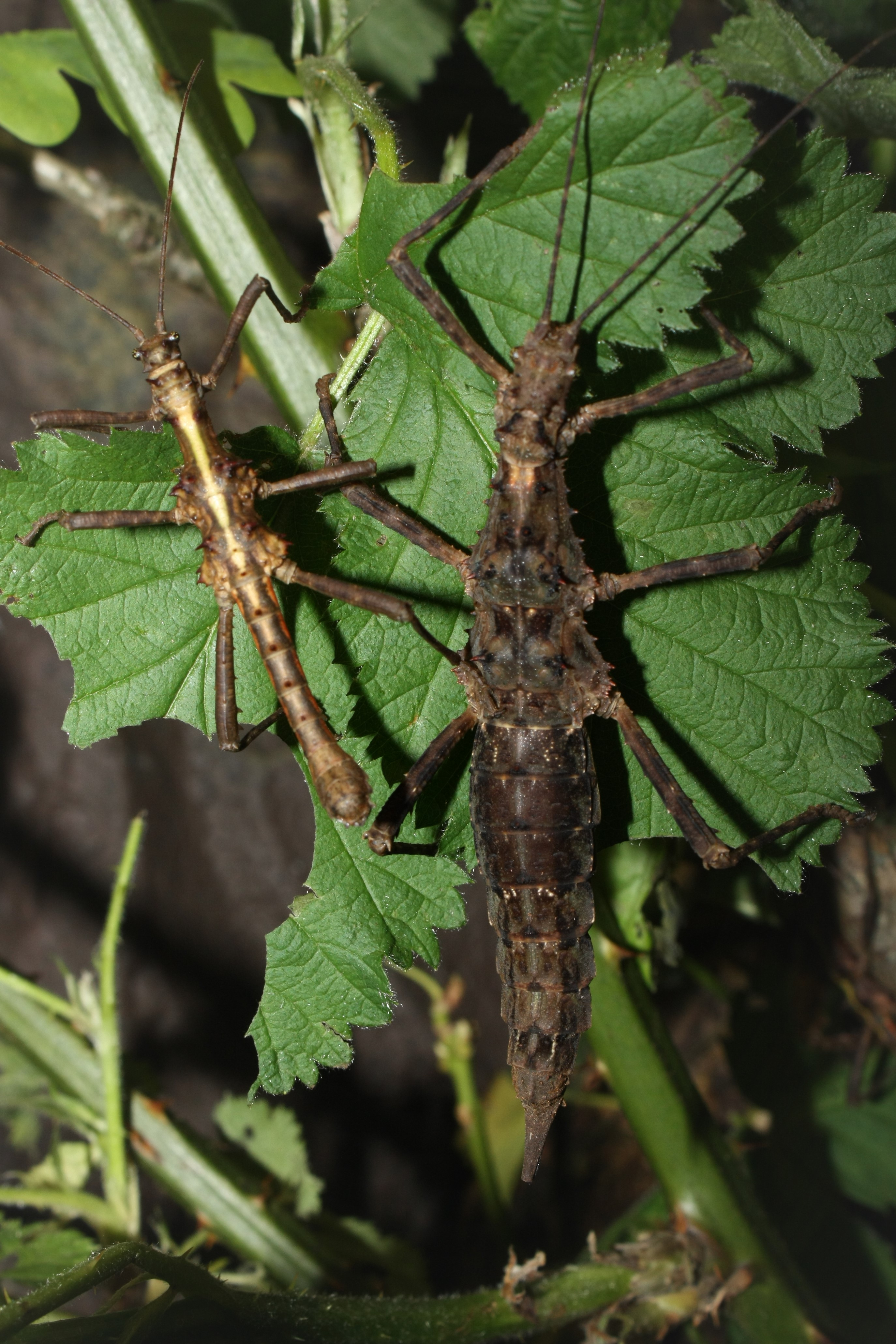
Pärchen von der philippinischen Insel Palawan

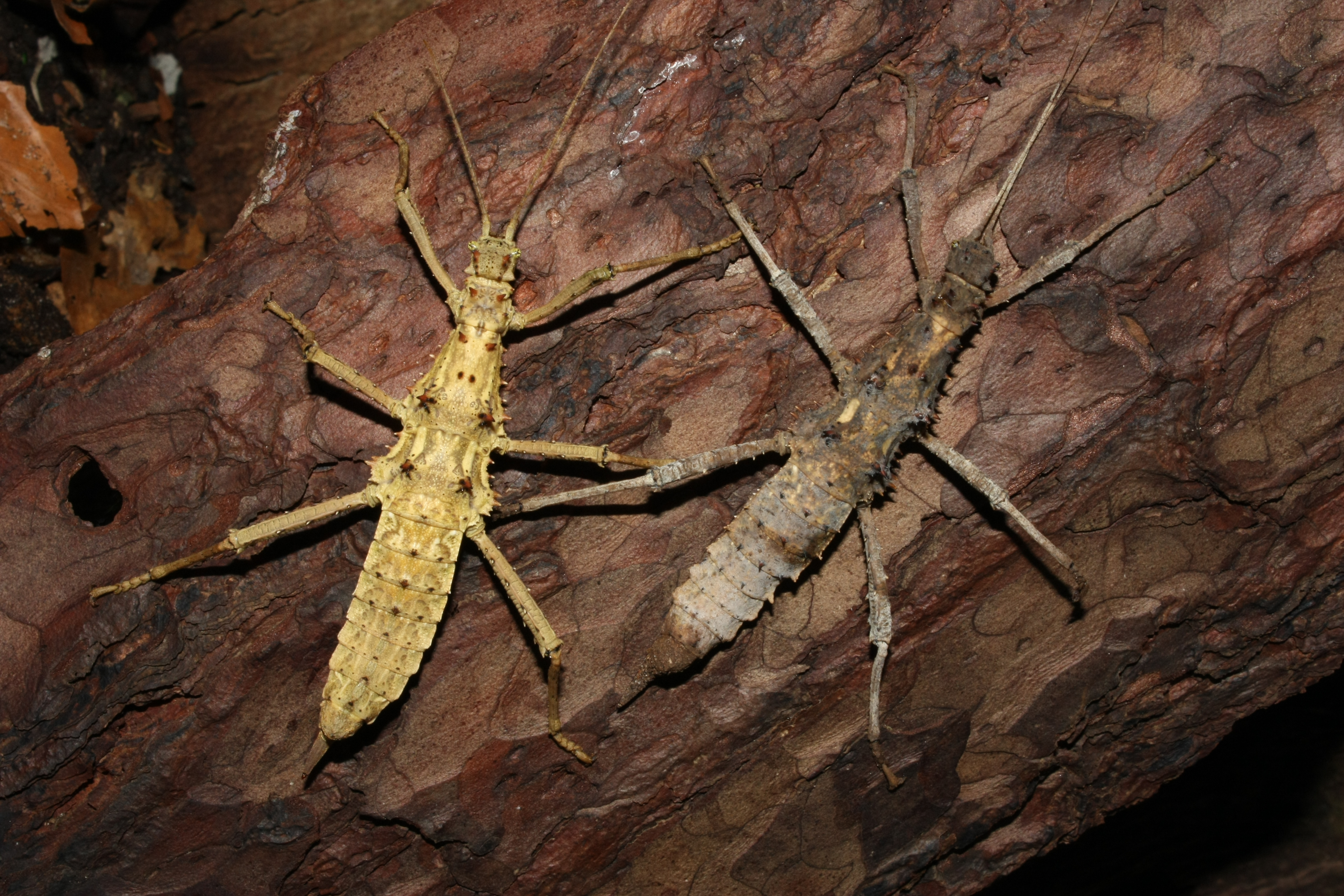
Sehr helles und normal gefärbtes, älteres Weibchen

Die Kleine Dornschrecke (Aretaon asperrimus) ist ein Vertreter der Gattung Aretaon aus der Ordnung der Gespenstschrecken (Phasmatodea). Die gelegentlich verwendete Bezeichnung Dornige Gespenstschrecke geht wohl auf den englischen Trivialnamen „Thorny Stick Insect“ zurück. Die Art wird außerdem auch als Stachelgespenstschrecke oder Dorngespenstschrecke bezeichnet, allerdings sind diese Namen nicht eindeutig, da sie auch für andere stachlige bzw. dornige Arten verwendet werden. Die Bezeichnung Borneo-Stachelstabschrecke die ebenfalls zu finden ist, ist etwas irreführend, da die Art nicht dem typischen Stabschrecken-Habitus entspricht und ihr Vorkommen auch nicht auf Borneo beschränkt ist.

## Merkmale
Beide Geschlechter sind vollständig flügellos und auffällig bedornt. Ihre Augen sind dunkelbraun und gelb gesprenkelt. Auf dem Kopf, dem Pro- und dem Metathorax ist jeweils ein Paar, auf dem Mesothorax sind zwei Paar Dornen besonders ausgeprägt entwickelt. Diese Dornen sind von dunkler, rotbrauner, zu den Spitzen hin schwarzbrauner Farbe. Das hintere Paar am Mesothorax und jenes am Metathorax hat an seiner Basis noch kleinere Seitendornen. Sie fallen durch ihren Kontrast zu dem sonst braun und beige marmorierten Körper der Weibchen, beziehungsweise dem mit gelben Längsstreifen auf braunem Grund gezeichneten Männchen besonders deutlich auf. Auch die ebenfalls braunen Beine sind bedornt. Neben diesen normal gefärbten Tieren, sind gelegentlich auch sehr helle Tiere zu finden, bei denen die braunen Farben heller, teilweise hellbeige sind. Dadurch sind insbesondere die dann weinrot erscheinenden Anteile der Dornen viel auffälliger. Außerdem können die Farben im Laufe des Lebens deutlich verblassen und so wirken insbesondere ältere Weibchen häufig so, als wäre sie mit einer Kalkschicht überzogen. Neben den eher braun und blassgelb bis beige gefärbten Tieren von Borneo wirken die von Palawan stammenden Tiere farbiger oder wenigsten kontrastreicher. Die Weibchen sind insgesamt dunkler gefärbt. Neben dunkelbraunen Farben finden sich auch hellere, die insbesondere im Bereich des hinteren Abdomens und des Thorax auch blassgrün sein können. Auf dem Thorax ist häufig ein mehr oder weniger charakteristisches Muster aus diesen grünlichen, dunkelbraunen und beigen bis blassgelben Bereichen zu finden. Die bisher bekannten Männchen von Palawan sind deutlich farbiger, als die von Borneo. Zur dunkelbraunen Grundfärbung bildet ein heller, fast gelber von vorn nach hinten etwas schmaler werdender Streifen auf dem Meso- und Metanotum einen auffälligen Kontrast. Meso- und Metasternum sind leuchtend orange gefärbt. Ihr Abdomen ist oberseits braun, seitlich leuchtend orange und von unten blassorange. Im Habitus entsprechen beide Geschlechter dem für die Unterfamilie Obriminae typischen Geschlechtsdimorphismus, bei dem die mit 50 bis 60 Millimetern Länge kleineren Männchen ein relativ schlankes Abdomen mit dickeren Endsegmenten und die mit 80 bis 90 Millimeter Länge größeren Weibchen ein breiteres Abdomen haben, welches während der Dauer der Eiablage deutlich anschwillt und in einem spitzen Legestachel, dem sekundären Ovipositor endet.

## Verbreitung, Verhalten und Fortpflanzung
Die Kleine Dornschrecke ist im malaiischen Teil der Inseln Borneo beheimatet. Hier ist sie insbesondere im Norden der Insel, also im Bundesstaat Sabah zu finden. Ein weiterer Fundort der Art ist die philippinische Insel Palawan. Außerdem soll sie auch auf Labuan und Luzon, genauer in Benguet vorkommen.
Die nachtaktiven Insekten verstecken sich tagsüber vorzugsweise an oder hinter der Borke der Nahrungspflanzen. Die Männchen lassen sich vor, während und nach der Paarung oft tagelang von den Weibchen herumtragen. Vier bis fünf  Wochen nach der letzten Häutung beginnen die Weibchen durchschnittlich ein bis maximal zwei zylindrische Eier am Tag mit dem Legestachel im Erdreich abzulegen. Diese sind 5,5 mm lang, 2,5 mm hoch, 2,8 mm breit und etwa 25 mg schwer. Sie ähneln dem Kot der Eltern und haben eine Mikropylarplatte in Form eines auf dem Kopf stehendem Y. Die Enden der untere Schenkel der Mikropylarplatte erreichen bei etwa 40 % der Eier die ventrale Seite des Eis. Von den Eiern der Riesendornschrecke (Trachyaretaon carmelae) lassen sie sich makroskopisch an dem zum Operculum breiter werdenden Schenkel der Mikropylarplatte unterscheiden. Je nach Temperatur schlüpfen die Nymphen, welche beim Schlupf schon 18 mm lang sind, meist schon nach 12 bis 13 Wochen, selten erst nach vier bis fünf Monaten. Halbwüchsige Nymphen haben wesentlich mehr Dornen zum Schutz vor Fressfeinden als adulte Tiere. Hierbei handelt es sich um Anpassung die auch bei anderen Vertreter der Unterfamilie Obriminae zu finden ist und dem weicheren Exoskelett der Nymphen Rechnung trägt. Meist sind die halbwüchsigen Nymphen lebhaft beige bis braun gemustert. Aber auch Tiere mit grüner Grundfärbung treten auf.

## Systematik und Etymologie
Die Art wurde von Josef Redtenbacher 1906 unter dem Basionym Obrimus asperrimus beschrieben. In derselben Abhandlung beschrieb er eine weitere Art als Obrimus muscosus anhand einiger sehr stark bedornten 47 bis 64 mm langer Nymphen. Beide Arten wurden 1938/39 von Rehn, J. A. G. & Rehn, J. W. H. in die neu aufgestellte Gattung Aretaon überführt. Oliver Zompro stellte 2004 Aretaeon muscosus als Synonym zu Aretaon asperrimus. Francis Seow-Choen revalidisierte die Art 2016. Somit gibt es bis auf das Basionym keine Synonyme. Das Epitheton „asperrimus“ bezieht sich auf die raue, stachlige Körperoberfläche (lat. asper = rau, grob; rimosus = rissig, voller Spalten).
Die Syntypen von Aretaon asperrimus werden im Naturhistorischen Museum Wien, im Museo Nacional de Ciencias Naturales in Madrid sowie im Zoologischen Museum der Russischen Akademie der Wissenschaften in St. Petersburg aufbewahrt.

## Terraristik
Für die Terraristik wurde die Kleine Dornschrecke erstmals 1992 und ein zweites Mal 1996 eingeführt. Beide Stämme stammen vom Kinabalu und sind in circa 480 m Höhe gesammelt worden. Die Phasmid Study Group führt sie unter der PSG-Nummer 118. Im Jahr 2010 erhielt Joachim Bresseel ein am Mount Gantung auf Palawan gesammeltes, getrocknetes Aretaon-Weibchen, aus dessen Abdomen er drei bis vier Eier herauspräparieren konnte. Aus diesen schlüpften ein männliches und ein weibliches Tier. Sie bildeten die Basis für einen seither in Zucht befindlichen Stamm, welcher zunächst als Aretaon sp. 'Palawan' bezeichnet wurde. Vertreter dieses Stammes werden unter der PSG-Nummer 329 geführt. Eine 2021 von Sarah Bank et al veröffentlichte Untersuchung u. a. zur Phylogenie der Heteropterygidae, bewies anhand von Genanalysen die Zugehörigkeit dieses Stammes zu Aretaon asperrimus, welcher seither als Aretaon asperrimus 'Palawan' angesprochen wird.
Aretaon asperrimus gehört zu den am leichtesten zu pflegenden Gespenstschrecken. Gefressen werden neben Efeu, Eichen, Haseln, Rotbuche, Wildrosen, Feuer- und Weißdornen, vor allem Brombeeren und andere Rosengewächse. Die Nahrungspflanzen werden als belaubte Zweige in enghalsigen Vasen in das Terrarium gestellt und etwa alle zwei Tage mit Wasser besprüht (Blumensprüher). Zur Eiablage sollte eine gut fünf Zentimeter hohe Schicht eines leicht feuchten Humus-Sand-Gemisches den Boden bedecken. Die Eier können im Boden belassen werden oder zur besseren Kontrolle in einen einfachen Inkubator überführt werden.

## Bilder

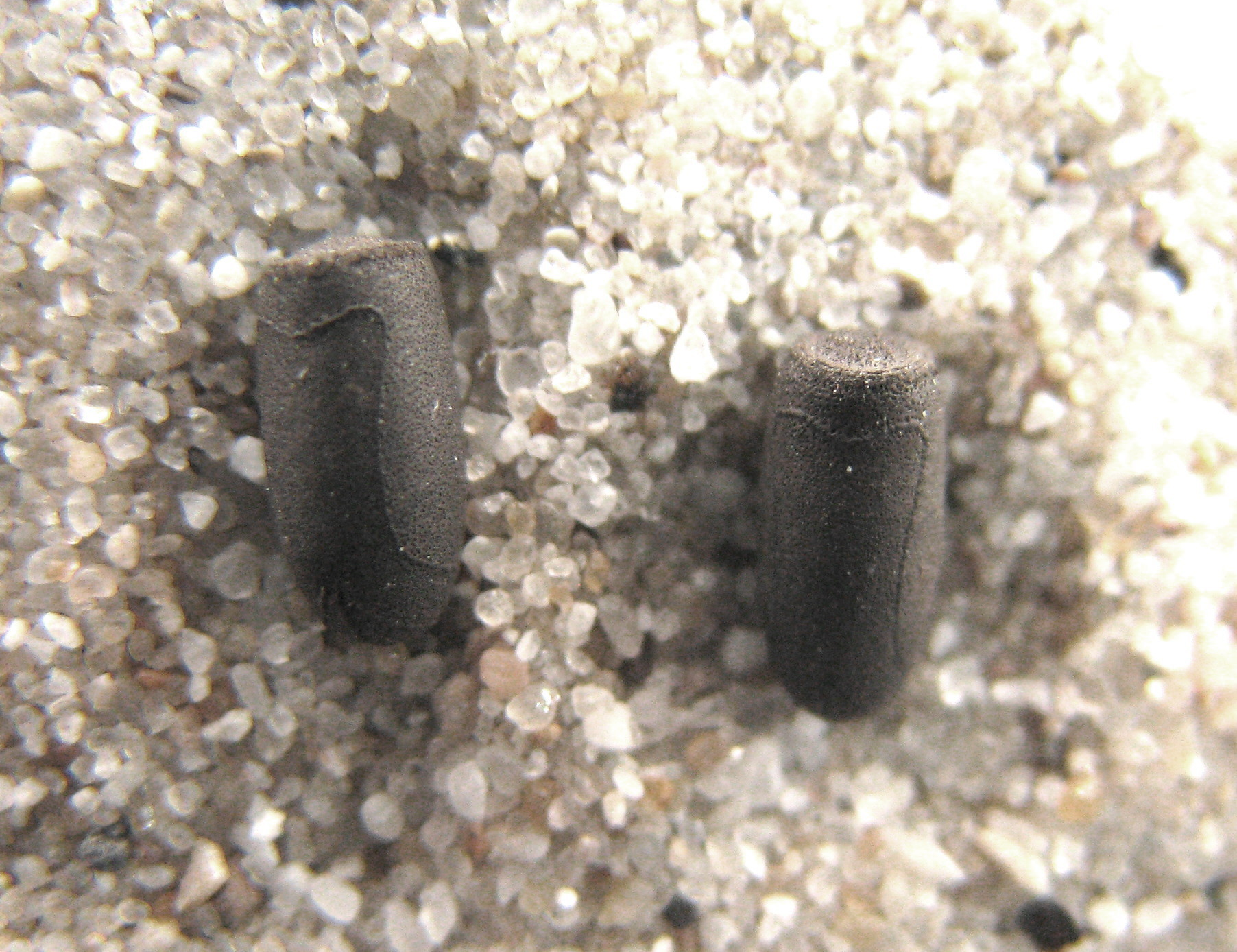
Eier
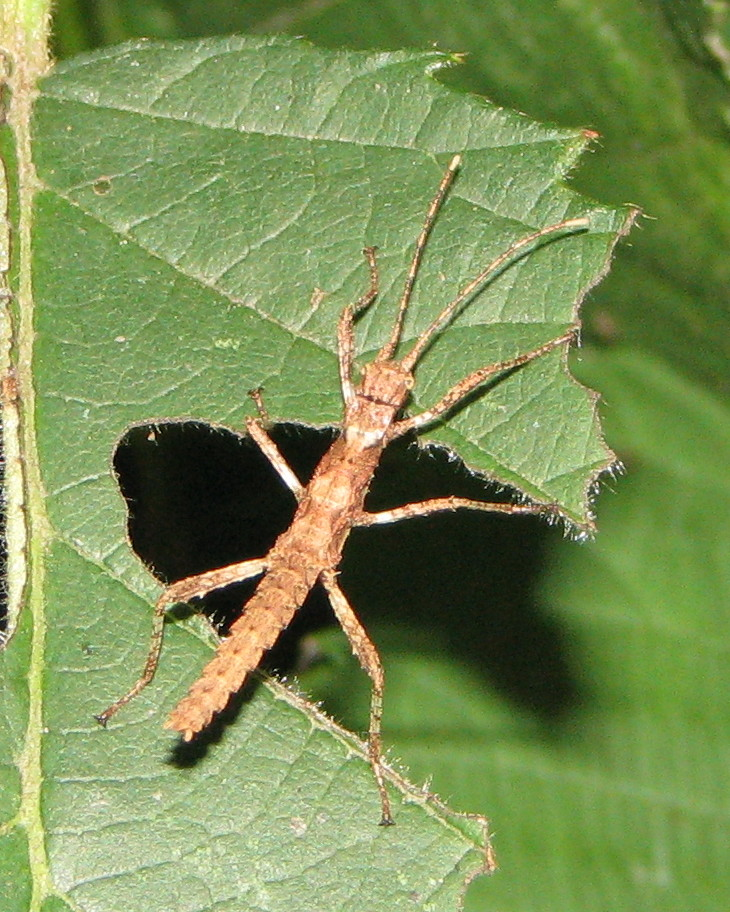
L1 Nymphe
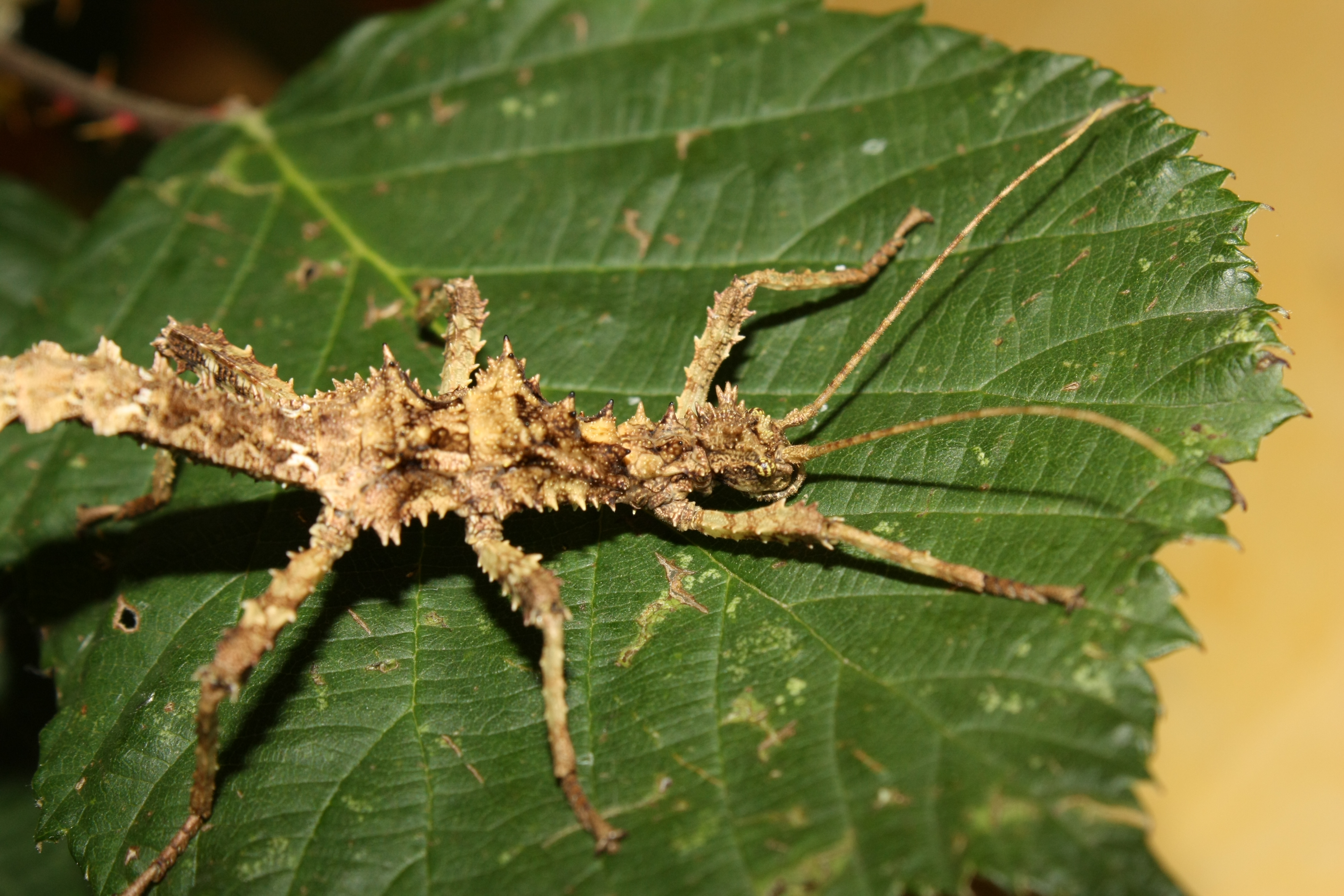
Weibliche Nymphe
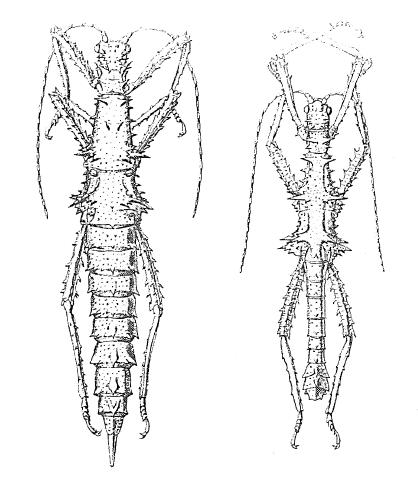
Abbildung (Taf. I, Fig. 4 & 5) aus Redtenbachers Erstbeschreibung